# 826-й штурмовой авиационный полк
826-й штурмовой авиационный Витебский орденов Суворова и Кутузова полк — авиационная воинская часть ВВС РККА штурмовой авиации, принимавшая участие в Великой Отечественной войне.

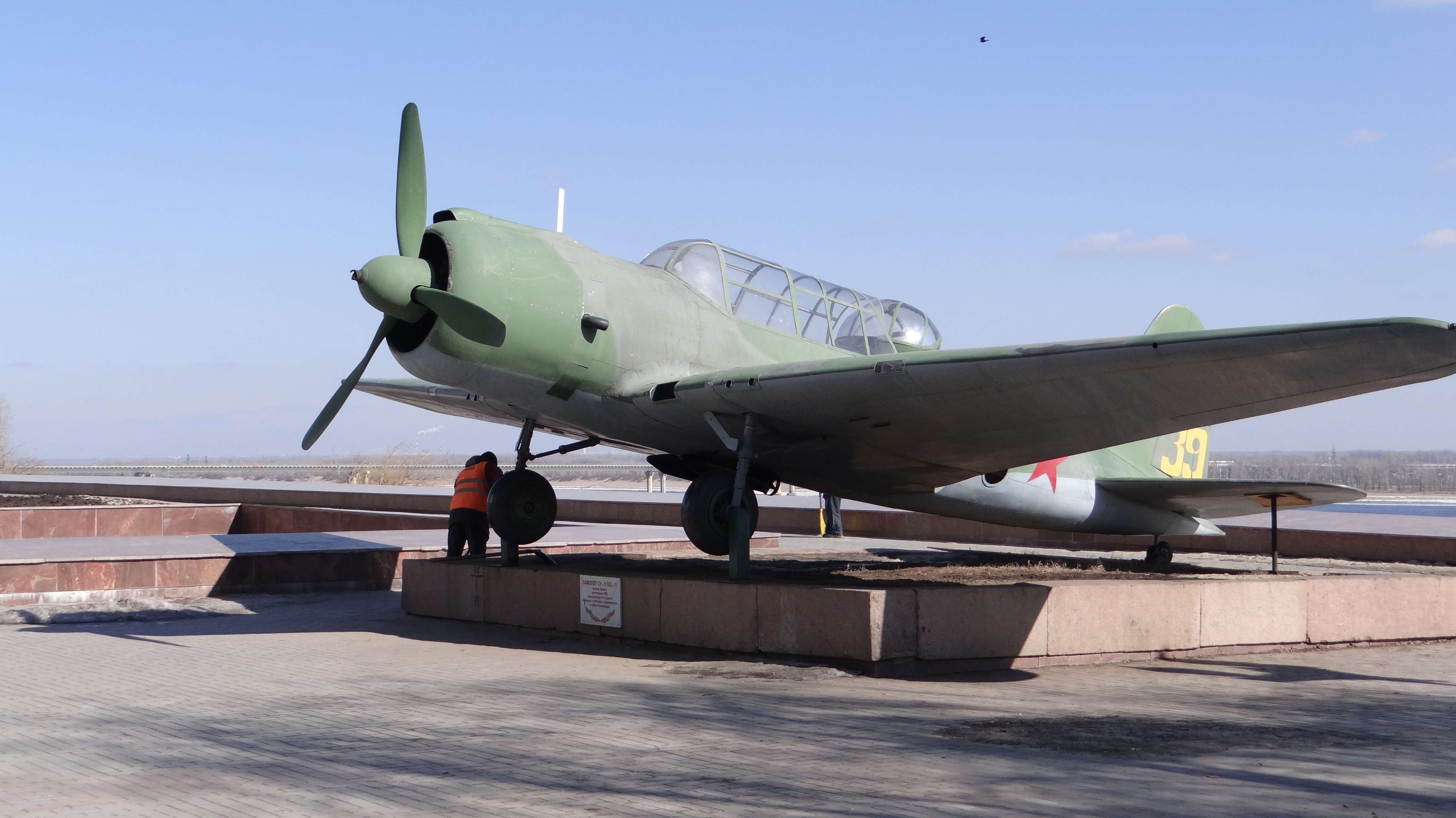
На вооружение полка самолёт Су-2 поступил в октябре 1941 года.

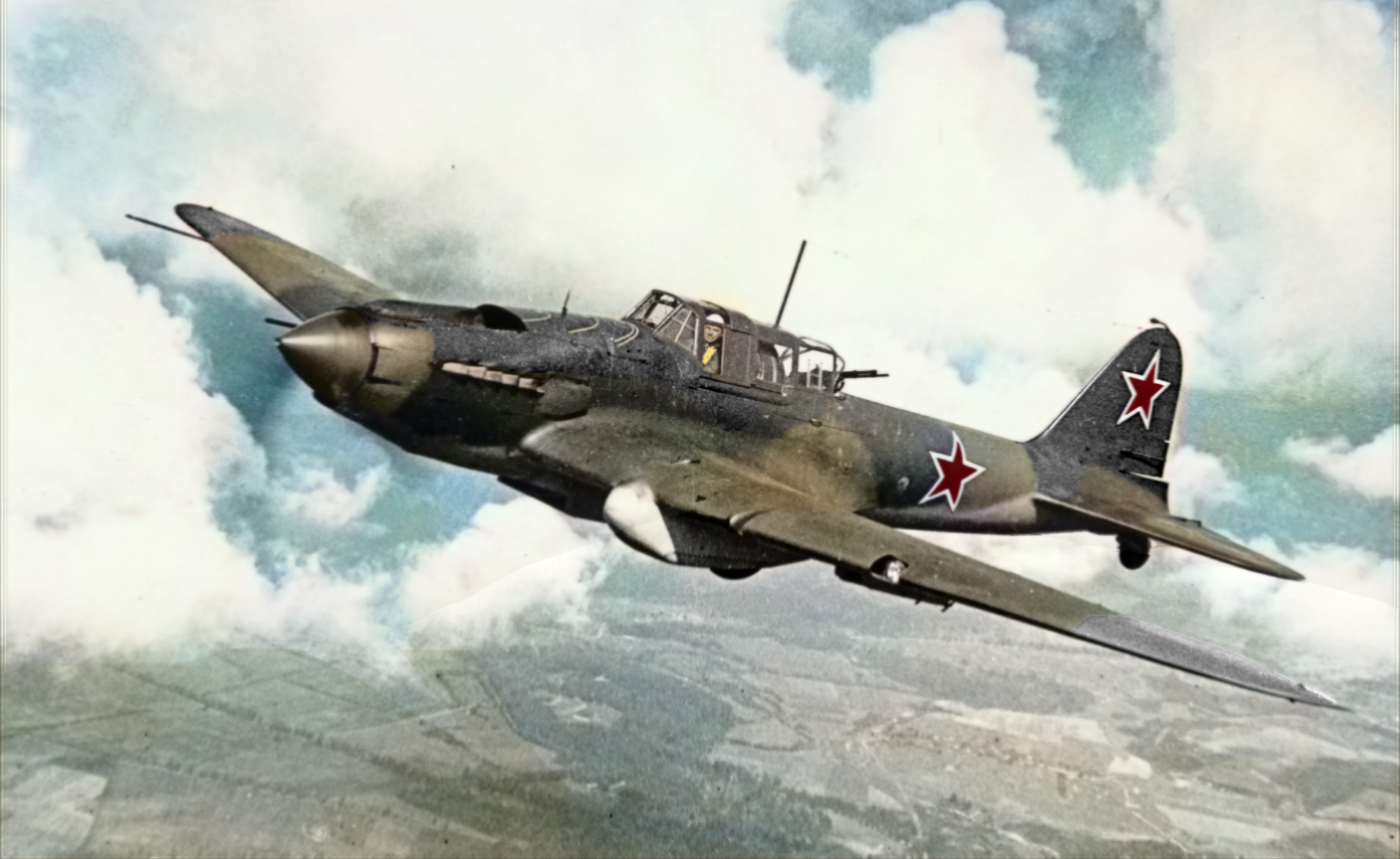
На вооружение полка самолёт Ил-2 поступил в 1942 году.

## Наименование полка
- 826-й ближнебомбардировочный авиационный полк (17.10.1941 г.);
- 826-й штурмовой авиационный полк (14.07.1942 г.);
- 826-й штурмовой авиационный Витебский полк (10.07.1944 г.);
- 826-й штурмовой авиационный Витебский ордена Кутузова полк (22.10.1944 г.);
- 826-й штурмовой авиационный Витебский орденов Суворова и Кутузова полк (17.05.1945 г.).

## История и боевой путь полка
826-й ближнебомбардировочный авиационный полк был одной из первых летных частей, сформированный в 10-м запасном авиаполку 1-й запасной штурмовой авиабригады ВВС Приволжского военного округа в Каменке-Белинской Пензенской области. В состав полка вошли опытные летчики, техники и другие специалисты из 52-го ближнебомбардировочного авиаполка, выведенные из боев.
К 17 октября 1941 года полк был сформирован и укомплектован боевыми самолетами Су-2, а 22 мая 1942 г. полк прибыл на Юго-Западный фронт. С 27 мая полк действовал на Юго-Западном фронте в составе ВВС 38-й армии в районе Харькова.
C 12 июня по 14 июля 1942 года полк воевал в составе 270-й бомбардировочной авиадивизии. Полк участвовал в боях Воронежско-Ворошиловградской и Донбасской операциях в районе городов Изюм, Чугуев и Валуйки. Произвел 186 боевых вылетов, уничтожив 92 танка, около 200 автомашин противника. Понеся большие потери летного состава и самолетов, полк выведен на переформирование. 25 июня 1942 года полк получил указание на переформирование и 14 июля убыл в 43-й запасной авиационный полк на аэродром Бобровка (район г. Кинель, Куйбышевской области), где был преобразован в 826-й штурмовой авиационный полк. На вооружение получил самолеты Ил-2. 15 декабря 1942 года полк прибыл на Воронежский фронт и вошел в состав 291-й штурмовой авиадивизии. В составе дивизии полк выполнил 343 боевых вылета, уничтожив 47 танков, более 1 тысячи автомашин и другой техники врага. В апреле 1943 года полк выведен на доукомплектование.
4 апреля 1943 года полк прибыл на доукомплектование в Подмосковье в состав 9-й запасной авиабригады ВВС Московского военного округа на аэродром Вербилки (34-й запасной авиаполк). Закончив доукомплектование, полк 25 августа 1943 года прибыл на Калининский фронт и вошел в состав 211-й штурмовой авиадивизии. Воюя в составе дивизии полк до ноября 1943 года выполнил 595 боевых вылетов, участвуя в Смоленской и Невельской операциях. Всего было уничтожено 15 танков, 413 автомашин и другой техники врага, несколько тысяч солдат и офицеров противника. Понеся потери летного состава и самолетного парка, полк приступил к доукомплектованию во фронтовых условиях. В полк прибыли новые летчики, а самолеты были получены непосредственно на заводе в г. Куйбышеве. 23 ноября 1943 года полк вошел в подчинение вновь сформированной 335-й штурмовой авиадивизии, с которой прошел свой боевой путь до конца войны.
По состоянию на 1 января 1944 года полк насчитывал в боевом составе 32 экипажа, 57 членов ВКП(б) и 55 кандидатов в члены ВКП(б), 63 члена ВЛКСМ. До апреля 1944 года полк боевых действий не вел, летный состав занимался по плану боевой подготовки.
С апреля 1944 года и до начала Белорусской наступательной операции полк выполнял боевые задачи в интересах воздушной армии: производил разведывательные полеты и наносил бомбовые удары по наземным целям. С началом Белорусской наступательной операции полк работал с предельным напряжением, участвовал в блокировании аэродромов противника, наносил удары по танковым колоннам на марше, по артиллерийским позициям и местам сосредоточения живой силы противника. За прорыв сильной, глубоко эшелонированной обороны Витебского укреплённого района немцев Приказом Верховного Главнокомандующего № 0193 от 10 июля 1944 года 826-му штурмовому авиационному полку присвоено почётное наименование «Витебский».
Продолжая боевые действия в составе дивизии полк в Шяуляйской и Рижской наступательных операциях наносил удары по противнику в районах Ауце, Круопяй, Юзефово, Кельме, Шяуляй, Вишкера, Ажов, Елгава, Наудите, Слаугас. За участие в Рижской операции, за образцовое выполнение заданий командования в боях с немецкими захватчиками при прорыве обороны противника юго-восточнее города Рига и проявленные при этом доблесть и мужество 22 октября 1944 года Указом Верховного Совета СССР полк был награжден орденом Кутузова 3 степени.
В феврале — марте 1945 года полк наносил удары в интересах 3-го Белорусского фронта по разгрому вражеской группировки юго-западнее Кенигсберга. Сложность решения этой задачи заключалась в том, что здесь крупные немецкие силы опирались на мощные оборонительные сооружения. Основу Хайльсбергского укрепленного района составляли долговременные укрепленные позиции, причем на один километр фронта приходилось до пяти дотов, а на отдельных участках их было по десяти — двенадцати. 13 марта войска фронта начали новое наступление, завершившееся 26 марта ликвидацией окруженной немецко-фашистской группировки в районе Браунсберга. Полк совместно с другими авиационными частями способствовал успеху операции.
29 марта 1945 года войска 3-го Белорусского фронта завершили ликвидацию немецкой группировки, окружённой юго-западнее Кенигсберга. За семнадцать дней противник потерял свыше 50000 пленными и 80000 убитыми. 605 танков и самоходных орудий и 3500 полевых орудий. Началась подготовка к штурму Кенигсберга. 7 апреля 1945 года штурмовики 826 шап весь день громили врага. Под их снайперскими ударами решились оборонительные узлы в Кенигсберге и пригородах. 9 апреля 1945 года войска овладели важным стратегическим узлом обороны немцев Кенигсбергом, в плен было взято 27 тысяч немецких солдат и офицеров. Вечером 9 апреля Москва в честь взятия Кенигсберга салютовала 24 артиллерийскими залпами из 324 орудий.
За образцовое выполнение заданий командования в боях с фашистскими захватчиками при овладении городом и крепостью Кенигсберг и проявленные при этом доблесть и мужество Указом Президиума Верховного Совета Союза ССР от 17 мая 1945 года 826-й штурмовой авиационный Витебский ордена Кутузова полк награжден орденом Суворова 3 степени.
После падения Кенигсберга начался разгром противника на Земландском полуострове и овладение его крупной военно-морской базой Пиллау, где базировалось 8 дивизий и остатки 4-й немецкой армии. Полк поддерживал войска 5, 39 и 11-й гвардейской армии, перешедших в наступление. 25 апреля была взята крепость и порт Пиллау. Летчики полка выполняли ежедневно по 3 — 5 вылетов на штурмовку крепости Пиллау.
За вклад в разгром врага в военно-морской базе Пиллау 335-я шад была награждена орденом Ленина. Вначале мая 1945 года полк участвовал в ликвидации северной группы войск противника в районе Виндава — Тукумс.
8 мая 1945 года штурмовики уходили громить остатки вражеских войск, противник начал массово сдаваться в плен, вывешивая белые флаги. Экипажи получали приказ о прекращении атак, но немецкие смертники продолжали вести огонь по штурмовикам, некоторые из самолётов были повреждены так, что на них трудно было приземлиться. Это для полка был последний день войны.
9 мая полк получил приказ возвращаться на свой аэродром базирования Лабиау (ныне город Полесск). Известие об окончании войны экипажи услышали в воздухе по радио в момент перебазирования.
После войны полк входил в состав 335 штурмовой авиадивизии и базировался на аэродроме Лабиау. В связи с сокращением Вооруженных сил СССР 8 мая 1946 года полк расформирован, личный состав демобилизован и частично передан в другие штурмовые авиаполки. Знамя полка в связи с расформированием полка передано для отправки в Центральный музей Красой Армии имени М. В. Фрунзе при Министерстве Вооруженных сил СССР.

## Командиры полка
- майор Бокун Алексей Миронович, 17.10.1941 г. — 25.06.1942 г.;
- Герой Советского Союза майор (с 1943 г. подполковник) Болотов Василий Гаврилович, 25.06.1942 г. — 30.11.1944;
- подполковник Карпов Александр Павлович (с 22.07.1944 — стажер командира полка), 30.11.1944 — 05.1946.

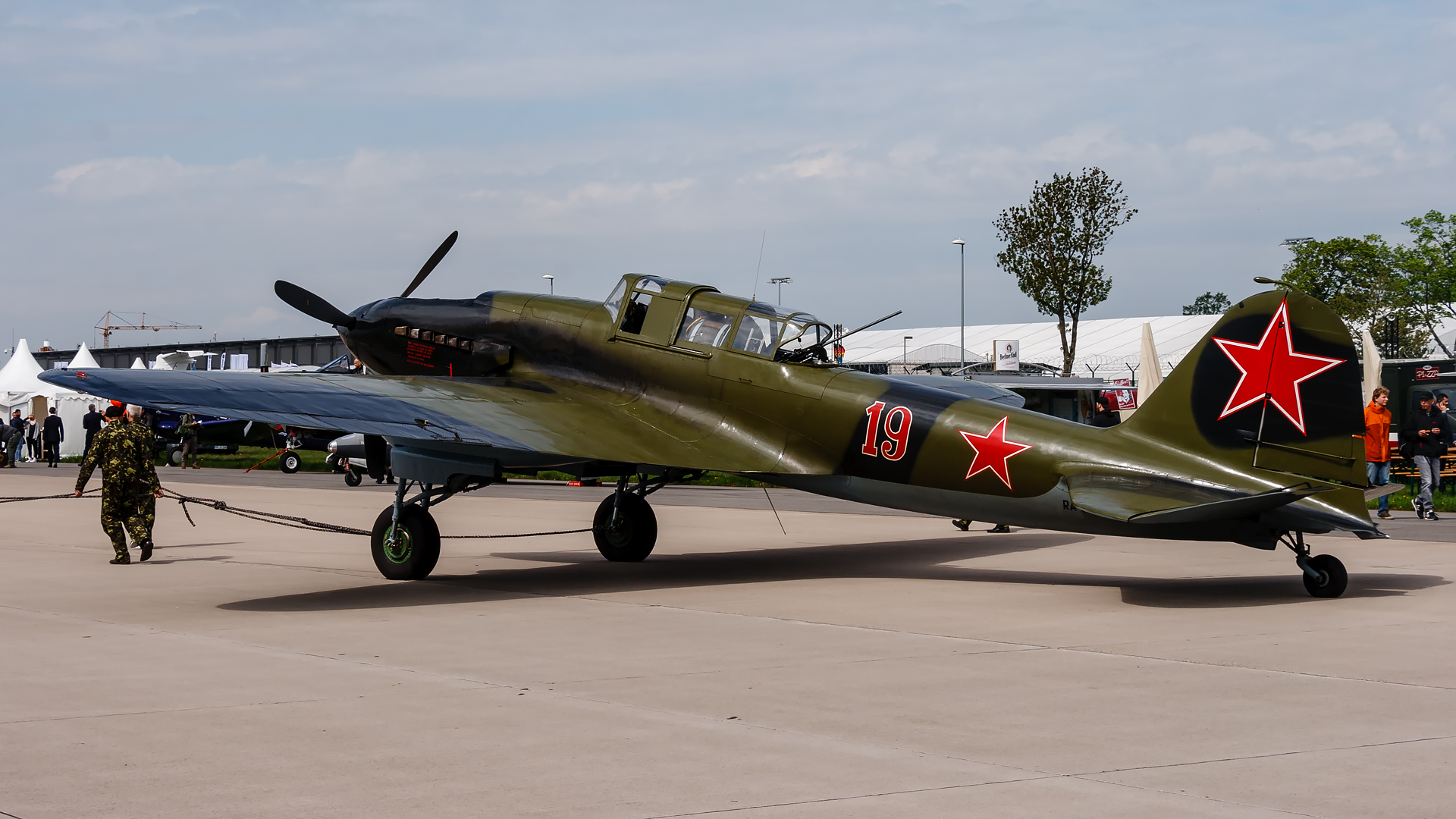
Конструкторы называли разработанный ими штурмовик Ил-2 «летающим танком», пилоты-истребители люфтваффе прозвали его «бетонным самолётом» (нем. Betonflugzeug), солдаты вермахта называли его «чумой» (нем. Schwarzer Tod, дословно: «чёрная смерть»).

## Участие в операциях и битвах
- Воронежско-Ворошиловградская операция — с 28 июня по 14 июля 1942 года.
- Донбасская оборонительная операция — с 7 по 14 июля 1942 года.
- Cмоленская стратегическая наступательная операция (Операция «Суворов»)
  - Духовщинско-Демидовская наступательная операция — с 14 сентября по 2 октября 1943 года.
- Невельская наступательная операция — с 6 октября 1943 года по октябрь 1943 года.
- Городокская операция[2] — с 13 по 31 декабря 1943 года.
- Белорусская операция «Багратион»[2]:
  - Витебско-Оршанская операция[2] — с 23 июня 1944 года.
  - Полоцкая наступательная операция[2] — с 29 июня по 4 июля 1944 года.
- Шяуляйская операция[2] — с 5 по 31 июля 1944 года.
- Прибалтийская операция[2] — с 14 сентября по 24 ноября 1944 года.
- Рижская операция[2] — с 14 сентября по 22 октября 1944 года.
- Мемельская операция[2] — с 5 по 22 октября 1944 года.
- Инстербургско-Кёнигсбергская операция[2] — с 13 по 27 января 1945 года.
- Восточно-Прусская операция[2] — с 13 января по 25 апреля 1945 года.
- Кёнигсбергская операция[2] — с 6 по 9 апреля 1945 года.
- Земландская операция[2] — с 13 по 25 апреля 1945 года.
- Блокада и ликвидация Курляндской группировки[2] — с 5 по 9 мая 1945 года.

## Отличившиеся воины
- Арефьев Пётр Алексеевич, капитан, командир эскадрильи 826-го штурмового авиационного полка 335-й штурмовой авиационной дивизии 3-й воздушной армии Указом Президиума Верховного Совета СССР от 23 февраля 1945 года удостоен звания Герой Советского Союза. Золотая Звезда № 4184.
- Макаров Николай Григорьевич, майор, командир эскадрильи 826-го штурмового авиационного полка 335-й штурмовой авиационной дивизии 3-й воздушной армии Указом Президиума Верховного Совета СССР от 29 июня 1945 года удостоен звания Герой Советского Союза. Золотая Звезда № 6949.
- Мотков Пётр Иванович, старший лейтенант, заместитель командира эскадрильи 826-го штурмового авиационного полка 335-й штурмовой авиационной дивизии 3-й воздушной армии Указом Президиума Верховного Совета СССР от 18 августа 1945 года удостоен звания Герой Советского Союза. Золотая Звезда № 8692.
- Миронов Александр Ильич, старший лейтенант, заместитель командира эскадрильи 826-го штурмового авиационного полка 335-й штурмовой авиационной дивизии 3-й воздушной армии Указом Президиума Верховного Совета СССР от 23 февраля 1945 года удостоен звания Герой Советского Союза. Золотая Звезда № 4172.
- Платонов Николай Евтихиевич, лейтенант, командир звена 826-го штурмового авиационного полка 335-й штурмовой авиационной дивизии 3-й воздушной армии Указом Президиума Верховного Совета СССР от 18 августа 1945 года удостоен звания Герой Советского Союза. Золотая Звезда № 8588.
- Садчиков Фёдор Ильич, старший лейтенант, заместитель командира эскадрильи 826-го штурмового авиационного полка 335-й штурмовой авиационной дивизии 3-й воздушной армии Указом Президиума Верховного Совета СССР от 23 февраля 1945 года удостоен звания Герой Советского Союза. Золотая Звезда № 4185.
- Стригунов Василий Степанович, лейтенант, старший лётчик 826-го штурмового авиационного полка 335-й штурмовой авиационной дивизии 3-й воздушной армии Указом Президиума Верховного Совета СССР от 29 июня 1945 года удостоен звания Герой Советского Союза. Золотая Звезда № 6953.
- Сухачев Владимир Павлович, старший лейтенант, командир звена 826-го штурмового авиационного полка 335-й штурмовой авиационной дивизии 3-й воздушной армии Указом Президиума Верховного Совета СССР от 29 июня 1945 года удостоен звания Герой Советского Союза. Золотая Звезда № 6345.

## Почётные наименования
- 826-му штурмовому авиационному полку за прорыв сильной, глубоко эшелонированной обороны Витебского укреплённого района немцев 10 июля 1944 года присвоено почётное наименование «Витебский»[3].

## Награды
- 826-й штурмовой авиационный Витебский полк за образцовое выполнение заданий командования в боях с немецкими захватчикам при прорыве обороны противника юго-восточнее города Рига и проявленные при этом доблесть и мужество Указом Президиума Верховного Совета СССР от 22 октября 1944 года награждён орденом «Кутузова III степени»[4].
- 826-й штурмовой Витебский ордена Кутузова авиационный полк за образцовое выполнение заданий командования в боях с немецкими захватчикам при овладении городом и крепостью Кёнигсберг и проявленные при этом доблесть и мужество Указом Президиума Верховного Совета СССР от 17 мая 1945 года награждён орденом «Суворова III степени»[5].

## Воины полка, совершившие огненный таран
Огненный таран совершили:
- 10 июля 1944 года летчик 826-го штурмового авиационного полка младший лейтенант Шуравин Константин Матвеевич.

## Благодарности Верховного Главнокомандующего
Воинам полка в составе дивизии объявлены благодарности Верховного Главнокомандующего:
- За прорыв сильной, глубоко эшелонированной обороны Витебского укреплённого района немцев[6].
- За отличие в боях при овладении городом Паневежис (Поневеж) — важным опорным пунктом обороны немцев, прикрывающим основные пути из Прибалтики в Восточную Пруссию[7].
- За отличие в боях при овладении городом Елгава (Митава) — основным узлом коммуникаций, связывающим Прибалтику с Восточной Пруссией[8].
- За прорыв глубоко эшелонированной обороны противника юго-восточнее города Рига, овладении важными опорными пунктами обороны немцев — Бауска, Иецава, Вецмуйжа и на реке Западная Двина — Яунелгава и Текава, а также занятии более 2000 других населённых пунктов[9].
- За прорыв обороны противника северо-западнее и юго-западнее города Шауляй (Шавли) и овладении важными опорными пунктами обороны немцев Телыпай, Плунгяны, Мажейкяй, Тришкяй, Тиркшляй, Седа, Ворни, Кельмы, а также овладении более 2000 других населённых пунктов[10].
- За отличие в боях при овладении городом Хайлигенбайль — последним опорным пунктом обороны немцев на побережье залива Фриш-Гаф, юго-западнее Кёнигсберга[11].
- За отличие в боях при разгроме и завершении ликвидации окружённой восточно-прусской группы немецких войск юго-западнее Кёнигсберга[12].
- За отличие в боях при овладении крепостью и главным городом Восточной Пруссии Кёнигсберг — стратегически важным узлом обороны немцев на Балтийском море[13].
- За отличие в боях при овладении последним опорным пунктом обороны немцев на Земландском полуострове городом и крепостью Пиллау — крупным портом и военно-морской базой немцев на Балтийском море[14].

## Знаменитые люди полка
- Гуляев Владимир Леонидович, старший летчик полка, награжден двумя орденами Красного Знамени, ордена Отечественной войны I и II степени, заслуженный артист РСФСР, участник парада Победы 1945 года, автор книг по истории полка.

## Базирование
| Период            | Место базирования         |
| ----------------- | ------------------------- |
| 04.1945 — 05.1945 | Йесау, Восточная Пруссия  |
| 05.1945 — 04.1946 | Лабиау, Восточная Пруссия |